# SAMM50
SAMM50‏ (SAMM50 sorting and assembly machinery component) هوَ بروتين يُشَفر بواسطة جين SAMM50 في الإنسان.